# بهتيم
بهتيم إحدى مناطق حي شرق شبرا الخيمة.

## التاريخ
تُعد بهتيم من النواحي القديمة، واسمها الأصلي «بهتيت»، ذكرها ابن الجيعان في أعمال ضواحي القاهرة، وقال هي من نواحي الحبس الشرقي.